# 敏亭琴剑合谱
《敏亭琴剑合谱》，古琴谱。清代乾隆十四年（1749）索敏亭撰辑。

## 琴谱介绍
王世襄先生藏本，不分卷，编前有清乾隆十四年己巳尼玛禅那霜雨蒼序，序后有琴音律论，琴节奏論，琴指法論及谱目。谱内载二十三曲，谱中实存仅十一曲，令剑谱一册，並佚。